# 三島野観光
三島野観光株式会社（みしまのかんこう）は、富山県射水市に本社を置くバス事業者。日本バス協会・富山県バス協会の会員になっている。

## 路線バス
- 射水市コミュニティバス新湊－越中大門駅線の運行を受託。

## 貸切バス営業エリア
- 富山県内

## 沿革
- 2007年（平成19年）4月1日 - 射水市コミュニティバス新湊－越中大門駅線の運行開始に伴い、路線バス事業に参入し運行業務を受託。